# 분변기호증

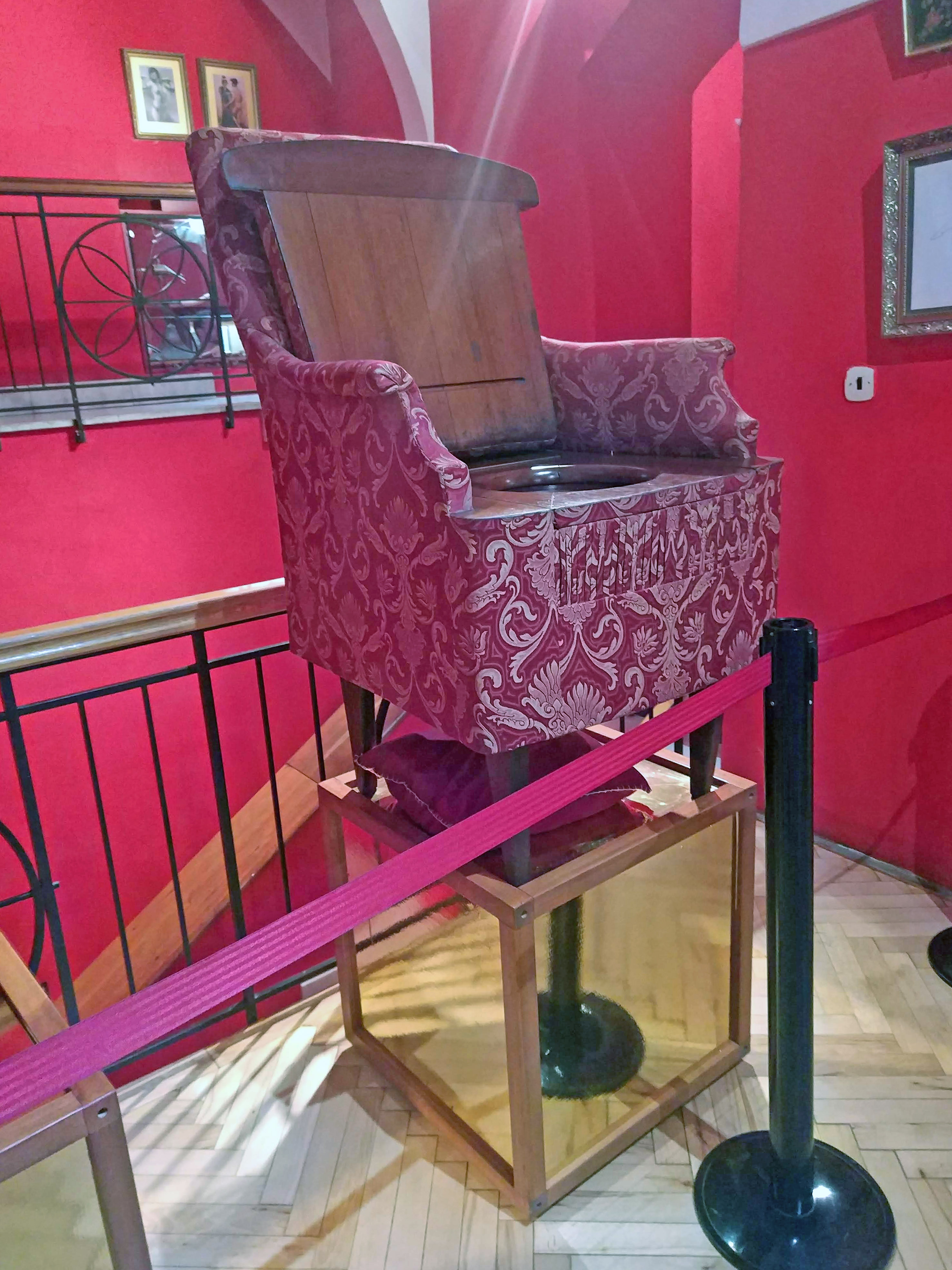
성적인 분변기호증에 관여한 스모더 박스

분변기호증(糞便嗜好症)은 대변 행위 및 대변에 대해 현저한 성적 흥분을 얻는 것을 의미한다. 대변에 대한 페시티즘으로, 소변에 대한 페시티즘은 배뇨기호증이라고 한다.

## 개요
배설 기관이 성기와 매우 밀접한 위치에 있기 때문에 정신 발달 단계에서 배설 행위와 성행위의 흥미와 관심은 서로 관련성이 있다고 믿고 있었다. 프로이트의 소아 성욕의 개념에도 항문기가 되는 것이 상정되고 있었다. 그런 성적 자극을 얻기 쉬운 조건이 갖추어져 있기 때문에 이러한 성 도착은 볼 수 있게 된다.

## 같이 보기
- 애닐링구스
- 식분증
- 분변학